# Hein Jaap Hilarides
Hein Jaap Hilarides est un poète néerlandais de langue frisonne né en 1969.

## Biographie
Hein Jaap Hilarides est né le 1969 à Sint Jabik (Sint-Jacobiparochie en néerlandais), village situé dans la commune de Het Bildt, en Frise.
Il est issu d’une famille où l’on parlait le dialecte de Het Bildt et le frison. Après des études d’écologie et de lettres (anglais et frison) à l’université de Groningue, il participe en tant que chanteur et pianiste, au début des années 1990, aux groupes Wiegels Wjukkelmasine et Rebound Boogie Bent. 
Il écrit des poèmes, des chansons, des nouvelles et des romans, principalement en frison et dans le dialecte du Bildt, mais aussi en néerlandais.
Il débute en 1998 dans la revue littéraire frisonne Hjir (Ici), à laquelle il collaborera par la suite. 
Son premier recueil de poèmes, Tersk, paraît en 2000.
Il est l’auteur avec Tsead Bruinja d’une anthologie de la nouvelle poésie frisonne intitulée Droom in blauwe regenjas/Dream yn blauwe reinjas (Rêve en imperméable bleu), édition bilingue frison/néerlandais, parue en 2005.
Ses nouvelles sont publiées tout d’abord dans des revues littéraires telles que Hjir, Trotwaer et De Bildtse Post. D’autres sont réunies dans des recueils, par exemple Fryske simmerferhalen (1997) et De skeakeling (2010).
En 2003, Hein Jaap Hilarides bénéficie d’une bourse du gouvernement régional de Frise qui lui permet de se consacrer à l’écriture – en langue frisonne - de son premier roman, Joppe. Toutefois, lors de sa parution, en 2008, il déclare que ce sera son premier et son dernier roman dans cette langue. Il travaille à l’heure actuelle à un deuxième roman, cette fois en dialecte de Bildt.

## CD
- Taai as Bildtse klaai, 2003
- Slingerhaan, 2005
- Klaine kerktocht, 2007